# O pastelce bez barvy
O pastelce bez barvy je kniha pro děti, imaginativní umělá pohádka od spisovatelky, scenáristky a básnířky Martiny Komárkové. Poprvé vyšla v roce 2001 v krátší podobě, v sešitovém vydání v edici Tlapky. Autorka udělala po několika letech úpravy a znovu ji vydala v roce 2008 v nakladatelství Albatros. Kniha vypráví o pastelce, která prochází světem barev a hledá si tu svou barvu. Grafickou stranu knihy vytvořila ilustrátorka Markéta Laštuvková. Postarala se o ilustrace a vytvořila obálku.

## Děj
Když se narodila malá Pastelka, neměla žádnou barvu. Vyrůstala tedy jako bezbarvá. Když přijde ten správný čas, maminka Tužka a tatínek Fix odvedou pastelku do nejvyššího patra barev a přenechají svou dceru Tubovi Temperovi. Tuba Tempera pak pastelku vodí od jedněch dveří ke druhým. Za každými dveřmi je pak kulatá vodovka, která pastelku vyšle, aby se rozhlédla po barevném „pokoji“. Pastelka se pro každou z barev vždy nadchne. V každé z místností se nachází jedna velmi důležitá postava, které Pastelka nějak pomůže či poradí, že až se stane tou barvou, tak jí pomůže něco domalovat.
Tak se střídají všechny barvy (bílá, žlutá, modrá, zelená, červená, hnědá, černá a duhová). Na samotném konci se pastelka dostane mezi „kouzelnice“, což jsou duchové-pastelky, které různě barvy slévají a mění. Pan Tuba Tempera jako poslední otevře místo dveří okno, z kterého Pastelka vykoukne a uvidí všechny barvy, které navštívila. Poté se Pastelka vrátí domů za svými rodiči. Čeká ji už jen poslední, a to vlézt do kouzelného ořezávátka a říct, jakou barvu si zvolila pro svůj život. Pastelka to tedy udělá a osloví „své dítě“ – „svého čtenáře“, aby jí vybralo barvu, jakou chce.

## Přijetí a interpretace
Kniha se setkala s příznivým přijetím u dospělých i dětských čtenářů. Jitka Zítková v recenzi v časopise Ladění knihu popsala jako „vrstevnatý příběh“ s několika významovými rovinami a vlídným humorem. Vyzdvihuje i samotné zakončení textu: „I přes otevřený konec ústí do jednoznačného poselství – není důležité, jak se jevíme na první pohled, ale co dokážeme, za pomoci vůle, fantazie a snahy být užiteční ostatním.“
Milena Šubrtová dílo označila za komorní imaginativní pohádku pro nejmenší čtenáře, která metaforicky zachycuje životní situace. Putování Pastelky za vlastním odstínem podle ní není jen „poetickým exkurzem do pestrého světa“, fungujícího na základě barevných asociací, ale především cestou sebepoznání.
Autorka Martina Komárková získala v roce 2019 ocenění Zlatá stuha za pohádkovou knihu Tarbíci a Marabu II., nicméně za knihu O pastelce bez barvy ocenění nezískala. Dále pak v roce 2024 vytvořila a nacvičila s žáky ZUŠ J. B. Foerstera Jičín divadelní představení právě na motivy této pohádkové knihy.